# Antologia (1957—1980)
«Antologia (1957—1980)» — збірник-антологія пісень італійського співака та кіноактора Адріано Челентано, випущений у 1979 році під лейблом «Clan Celentano».

## Про збірник
Антологія містила пісні з репертуару Адріано Челентано 1950-х, 1960-х, 1970-х і 1980-х років, вона випускалася власним лейблом співака — «Clan Celentano» у різних форматах: на касетах, LP і CD. У 1979 році вийшла антологія, що складалася з трьох касет. У 1980 році була випущена антологія, що складалася з боксу, який містив п'ять LP-платівок. У 1982 році вийшла антологія, що складалася з боксу, який містив п'ять касет касет. У 1984 році антологія вийшла на CD, зі зміненим порядком і списком пісень. Були додані нові пісні 1980—1982 років:«Il Tempo Se Ne Va», «Se Non E' Amore», «Deus» і «Conto su di te»; до цього антологія включала пісні до 1979 року.

## Трек-лист

### Перша платівка
LP (1980)
Сторона «A»
| #  | Назва                          | Автор слів                                        | Автор музики                                      | Рік  | Тривалість |
| -- | ------------------------------ | ------------------------------------------------- | ------------------------------------------------- | ---- | ---------- |
| 1. | «Tutti Frutti»                 | Річард Пенніман, Дороті Ла Бострі, Джиммі Де Найт | Річард Пенніман, Дороті Ла Бострі, Джиммі Де Найт | 1973 | 2:33       |
| 2. | «We're Gonna Move»             | Елвіс Преслі                                      | Елвіс Преслі                                      | 1973 | 2:22       |
| 3. | «Il Tuo Bacio E' Come Un Rock» | П'єро Вівареллі, Лучіо Фульчі                     | Адріано Челентано                                 | 1959 | 2:00       |
| 4. | «24000 Baci»                   | П'єро Вівареллі, Лучіо Фульчі                     | Адріано Челентано                                 | 1961 | 2:17       |
| 5. | «Impazzivo Per Te»             | Мікі Дель Прете                                   | Адріано Челентано                                 | 1960 | 2:00       |
| 6. | «Nata Per Me»                  | Могол, Мікі Дель Прете                            | Адріано Челентано                                 | 1961 | 2:20       |
| 7. | «Stai Lontana Da Me»           | Могол                                             | Берт Бакарак, Боб Хіллард                         | 1962 | 2:14       |

Сторона «Б»
| #   | Назва                  | Автор слів                             | Автор музики                      | Рік  | Тривалість |
| --- | ---------------------- | -------------------------------------- | --------------------------------- | ---- | ---------- |
| 8.  | «Il Tangaccio»         | Могол, Мікі Дель Прете                 | Джанні Маркетті, Джино Сантерколе | 1963 | 2:02       |
| 9.  | «Sei Rimasta Sola»     | Мікі Дель Прете                        | Рікі Джанко                       | 1962 | 2:22       |
| 10. | «Grazie, Prego, Scusi» | Мікі Дель Прете, Могол                 | Піно Массара                      | 1963 | 2:05       |
| 11. | «Pregherò»             | Дон Бакі                               | Бен Кінг, Елмо Глік               | 1962 | 3:00       |
| 12. | «Ciao Ragazzi»         | Могол, Мікі Дель Прете                 | Адріано Челентано, Детто Маріано  | 1964 | 2:33       |
| 13. | «Mondo In Mi 7а»       | Могол, Лучано Беретта, Мікі Дель Прете | Адріано Челентано                 | 1966 | 6:10       |
| 14. | «Sono Un Simpatico»    | Лучано Беретта, Розаріо Лева, Дон Бакі | Джанфранко Ревербері              | 1965 | 2:44       |

### Друга платівка
Сторона «A»
| #  | Назва                           | Автор слів                      | Автор музики                     | Рік  | Тривалість |
| -- | ------------------------------- | ------------------------------- | -------------------------------- | ---- | ---------- |
| 1. | «Buona Sera Signorina»          | Карл Сігман, Пітер Де Роуз      | Карл Сігман, Пітер Де Роуз       | 1968 | 3:14       |
| 2. | «Non Mi Dir»                    | Мікі Дель Прете, Клаудіо Адорні | Алекс Олстон, Андре Табет        | 1964 | 2:12       |
| 3. | «Chi Ce L'Ha Con Me»            | Мікі Дель Прете, Могол          | Піно Массара                     | 1965 | 3:20       |
| 4. | «L'Attore»                      | Лучано Беретта, Мікі Дель Прете | Адріано Челентано, Лоренцо Пілат | 1968 | 2:58       |
| 5. | «Tre Passi Avanti»              | Лучано Беретта, Мікі Дель Прете | Адріано Челентано                | 1967 | 3:51       |
| 6. | «Eravamo In 100.000»            | Лучано Беретта, Мікі Дель Прете | Адріано Челентано                | 1967 | 2:26       |
| 7. | «La Coppia Più Bella Del Mondo» | Лучано Беретта, Мікі Дель Прете | Паоло Конте                      | 1967 | 3:03       |

Сторона «Б»
| #   | Назва                        | Автор слів                             | Автор музики                     | Рік  | Тривалість |
| --- | ---------------------------- | -------------------------------------- | -------------------------------- | ---- | ---------- |
| 8.  | «Una Festa Sui Prati»        | Могол, Лучано Беретта, Мікі Дель Прете | Адріано Челентано                | 1966 | 3:11       |
| 9.  | «E Voi Ballate»              | Нікола Салерно, Мікі Дель Прете        | Нелло Чангеротті                 | 1965 | 2:54       |
| 10. | «Sabato Triste»              | Мікі Дель Прете, Дон Бакі              | Адріано Челентано, Детто Маріано | 1963 | 2:54       |
| 11. | «Il Problema Più Importante» | Лучано Беретта, Мікі Дель Прете        | Руді Кларк                       | 1964 | 2:24       |
| 12. | «Storia D'Amore»             | Лучано Беретта, Мікі Дель Прете        | Адріано Челентано                | 1969 | 4:51       |
| 13. | «Il Ragazzo Della Via Gluck» | Лучано Беретта, Мікі Дель Прете        | Адріано Челентано                | 1966 | 4:01       |
| 14. | «Azzurro»                    | Віто Паллавічіні                       | Паоло Конте                      | 1968 | 3:40       |

### Третя платівка
Сторона «A»
| #  | Назва                           | Автор слів                      | Автор музики                        | Рік  | Тривалість |
| -- | ------------------------------- | ------------------------------- | ----------------------------------- | ---- | ---------- |
| 1. | «Ringo»                         | Кастеллано і Піполо             | Дон Робертсон, Хел Блер             | 1965 | 3:08       |
| 2. | «La Storia Di Serafino»         | Лучано Беретта, Мікі Дель Прете | Адріано Челентано, Карло Рустікеллі | 1969 | 3:49       |
| 3. | «L'Uomo Nasce Nudo»             | Лучано Беретта, Мікі Дель Прете | Роберто Негрі, Джузеппе Вердекк'я   | 1969 | 4:54       |
| 4. | «Un Bimbo Sul Leone»            | Лучано Беретта, Мікі Дель Прете | Джино Сантерколе                    | 1968 | 3:35       |
| 5. | «Straordinariamente»            | Лучано Беретта                  | Джино Сантерколе                    | 1969 | 3:48       |
| 6. | «Lirica D'Inverno»              | Лучано Беретта, Мікі Дель Прете | Адріано Челентано                   | 1969 | 3:52       |
| 7. | «Chi Non Lavora Non Fà L'Amore» | Лучано Беретта, Мікі Дель Прете | Адріано Челентано                   | 1970 | 3:06       |

Сторона «Б»
| #   | Назва                     | Автор слів                      | Автор музики            | Рік  | Тривалість |
| --- | ------------------------- | ------------------------------- | ----------------------- | ---- | ---------- |
| 8.  | «Er Più»                  | Лучано Беретта, Мікі Дель Прете | Карло Рустікеллі        | 1971 | 3:04       |
| 9.  | «Una Carezza In Un Pugno» | Лучано Беретта, Мікі Дель Прете | Джино Сантерколе        | 1968 | 2:56       |
| 10. | «Sotto Le Lenzuola»       | Лучано Беретта, Мікі Дель Прете | Адріано Челентано       | 1971 | 4:18       |
| 11. | «I Will Drink The Wine»   | Пол Райан                       | Пол Райан               | 1973 | 3:32       |
| 12. | «Torno Sui Miei Passi»    | Лучано Беретта, Мікі Дель Прете | Детто Маріано           | 1967 | 3:12       |
| 13. | «Readdy Teddy»            | Роберт Блеквел                  | Джон Мараскалько        | 1972 | 3:07       |
| 14. | «Be-Bop-A-Lula»           | Джин Вінсент, Біл Девіс         | Джин Вінсент, Біл Девіс | 1973 | 3:41       |

### Четверта платівка
Сторона «A»
| #  | Назва                     | Автор слів                      | Автор музики      | Рік  | Тривалість |
| -- | ------------------------- | ------------------------------- | ----------------- | ---- | ---------- |
| 1. | «Viola»                   | Лучано Беретта, Мікі Дель Прете | Нандо Де Лука     | 1970 | 3:45       |
| 2. | «Lotta Lovin' »           | Дедвелл                         | Дедвелл           | 1973 | 2:12       |
| 3. | «Una Storia Come Questa»  | Мікі Дель Прете                 | Гоффредо Канаріні | 1971 | 4:26       |
| 4. | «Un Albero Di 30 Piani»   | Адріано Челентано               | Адріано Челентано | 1972 | 4:02       |
| 5. | «L'ultimo Degli Uccelli»  | Адріано Челентано               | Адріано Челентано | 1972 | 4:46       |
| 6. | «Forse Eri Meglio Di Lei» | Адріано Челентано               | Адріано Челентано | 1972 | 5:25       |
| 7. | «La Siringhetta»          | Адріано Челентано               | Адріано Челентано | 1972 | 4:37       |

Сторона «Б»
| #   | Назва                      | Автор слів                       | Автор музики                        | Рік  | Тривалість |
| --- | -------------------------- | -------------------------------- | ----------------------------------- | ---- | ---------- |
| 8.  | «Bellissima»               | Лучано Беретта, Мікі Дель Прете  | Адріано Челентано                   | 1974 | 3:48       |
| 9.  | «Yuppi Du»                 | Адріано Челентано                | Адріано Челентано                   | 1975 | 4:22       |
| 10. | «Addormentarmi Così»       | Бірі                             | Вітторіо Машероні                   | 1970 | 2:56       |
| 11. | «Svalutation»              | Віто Паллавічіні, Лучано Беретта | Адріано Челентано, Джино Сантерколе | 1976 | 3:06       |
| 12. | «Only You»                 | Бак Рем, Андре Ренд              | Бак Рем, Андре Ренд                 | 1973 | 3:00       |
| 13. | «Prisencolinensinanciusol» | Адріано Челентано                | Адріано Челентано                   | 1972 | 3:49       |
| 14. | «Send Me Some Lovin' »     | Джон Мараскалько                 | Джон Мараскалько                    | 1973 | 2:20       |

### П'ята платівка
Сторона «A»
| #  | Назва                   | Автор слів                       | Автор музики       | Рік  | Тривалість |
| -- | ----------------------- | -------------------------------- | ------------------ | ---- | ---------- |
| 1. | «Don't Play That Song»  | Бетті Нельсон                    | Ахмед Ертеган      | 1977 | 5:10       |
| 2. | «A Woman In Love»       | Джиммі Де Найт, Макс Фрідман     | Френк Лоссер       | 1977 | 4:04       |
| 3. | «Rock Around The Clock» | Білл Хейлі                       | Білл Хейлі         | 1977 | 0:57       |
| 4. | «When Love...»          | Мікі Дель Прете                  | Денні Байма Бескет | 1977 | 6:50       |
| 5. | «Kiss Me Goodbye»       | Мікі Дель Прете, Рональд Джексон | Денні Байма Бескет | 1977 | 5:50       |
| 6. | «Hello America»         | Рональд Джексон                  | Денні Байма Бескет | 1978 | 3:58       |
| 7. | «Ti Avrò»               | Крістіано Мінеллоно              | Денні Байма Бескет | 1978 | 4:30       |

Сторона «Б»
| #   | Назва                           | Автор слів              | Автор музики                  | Рік  | Тривалість |
| --- | ------------------------------- | ----------------------- | ----------------------------- | ---- | ---------- |
| 8.  | «Geppo»                         | Крістіано Мінеллоно     | Адріано Челентано, Тоні Міммс | 1978 | 4:23       |
| 9.  | «(Please) Stay A Little Longer» | Рональд Джексон         | Денні Байма Бескет            | 1978 | 5:52       |
| 10. | «Che Cosa Ti Farei»             | Крістіано Мінеллоно     | Денні Байма Бескет            | 1978 | 5:34       |
| 11. | «Non E' »                       | Крістіано Мінеллоно     | Тото Кутуньйо                 | 1979 | 4:17       |
| 12. | «Amore No»                      | Крістіано Мінеллоно     | Тото Кутуньйо                 | 1979 | 5:10       |
| 13. | «People»                        | Боб Меррілл, Джул Стайн | Боб Меррілл, Джул Стайн       | 1979 | 5:27       |
| 14. | «Soli»                          | Крістіано Мінеллоно     | Тото Кутуньйо                 | 1979 | 4:05       |

## Видання
| Назва                               | Лейбл          | Маркування   | Країна    | Рік  |
| ----------------------------------- | -------------- | ------------ | --------- | ---- |
| Antologia (1957-1980) (5xLP, Box)   | Clan Celentano | CLN 22504    | Італія    | 1980 |
| Antologia (1957-1980) (3xCass)      | Clan Celentano | 30 CLN 22305 | Італія    | 1979 |
| Antologia (1957-1980) (Box, 5xCass) | Clan Celentano | CLN 22504    | Італія    | 1982 |
| Antologia Vol. 1 (1957-1965) (CD)   | Clan Celentano | CDS 6003     | Італія    | 1984 |
| Antologia Vol. 2 (1966-1975) (CD)   | Clan Celentano | Cds 6004     | Італія    | 1984 |
| Antologia vol. 3 (1976-1982) (CD)   | Clan Celentano | Cds 6005     | Німеччина | 1984 |